# Rajgræs
Rajgræs (Lolium) er en slægt i Græs-familien (Poaceae). Det er tuedannende og svagt udløbersættende stauder med hule skud. Skuddene er glatte og forsynet med "knæ". Aksene består af kantstillede, ustilkede småaks med hver én yderavne. Arterne regnes for godt fodergræs, og flere af dem bruges som et slidstærkt plænegræs. Her beskrives kun de arter, som er vildtvoksende i Danmark, eller som dyrkes her.
| Beskrevne arter |

- Almindelig Rajgræs (Lolium perenne)
- Giftig Rajgræs (Lolium temulentum)
- Hør-Rajgræs (Lolium remotum)

| Andre arter |

- Lolium canariense
- Lolium multiflorum
- Lolium persicum
- Enårig Rajgræs Lolium rigidum
- Lolium subulatum